# Hywel ap Goronwy
Hywel ap Goronwy († 1106) war ein walisischer Häuptling. Er war ein Nachfahre von Elystan Glodrydd, dem legendären Begründer der fünf königlichen Stämme von Wales. Über seine Großmutter soll er ein Nachfahre von Hywel Dda gewesen sein.

## Leben
Hywel stammte ursprünglich aus Meirionydd in Nordwestwales. 1096 war er einer der Führer der Krieger von Cadwgan ap Bleddyn, die vergeblich das normannische Pembroke Castle angriffen. Nach der Niederschlagung der Rebellion von Roger of Bellême übertrug König Heinrich I. ihm 1102 die Herrschaft über die ursprünglich Iorwerth ap Bleddyn versprochenen Gebiete von Ystrad Tywi, Cydweli und Gower in Dyfed.
Bereits 1105 entzog ihm der König jedoch wieder die Herrschaft über diese Regionen. Am Unterlauf des Tywi errichtete Richard FitzBaldwin im Auftrag des Königs um 1105 Carmarthen Castle. Aus Rache griff Hywel normannische Siedlungen an und versuchte das Gebiet zurückzuerobern. 1106 wurde er durch Verrat des Sohns seines Pflegevaters Gwgan ap Meurig von Truppen von Richard FitzBaldwin getötet. Der König vergab Cidwely nun an seinen Vertrauten Bischof Roger of Salisbury, der dort um 1106 Kidwelly Castle errichtete. Gower fiel an einen weiteren Vertrauten des Königs, Henry de Beaumont.